# Arthur Drews

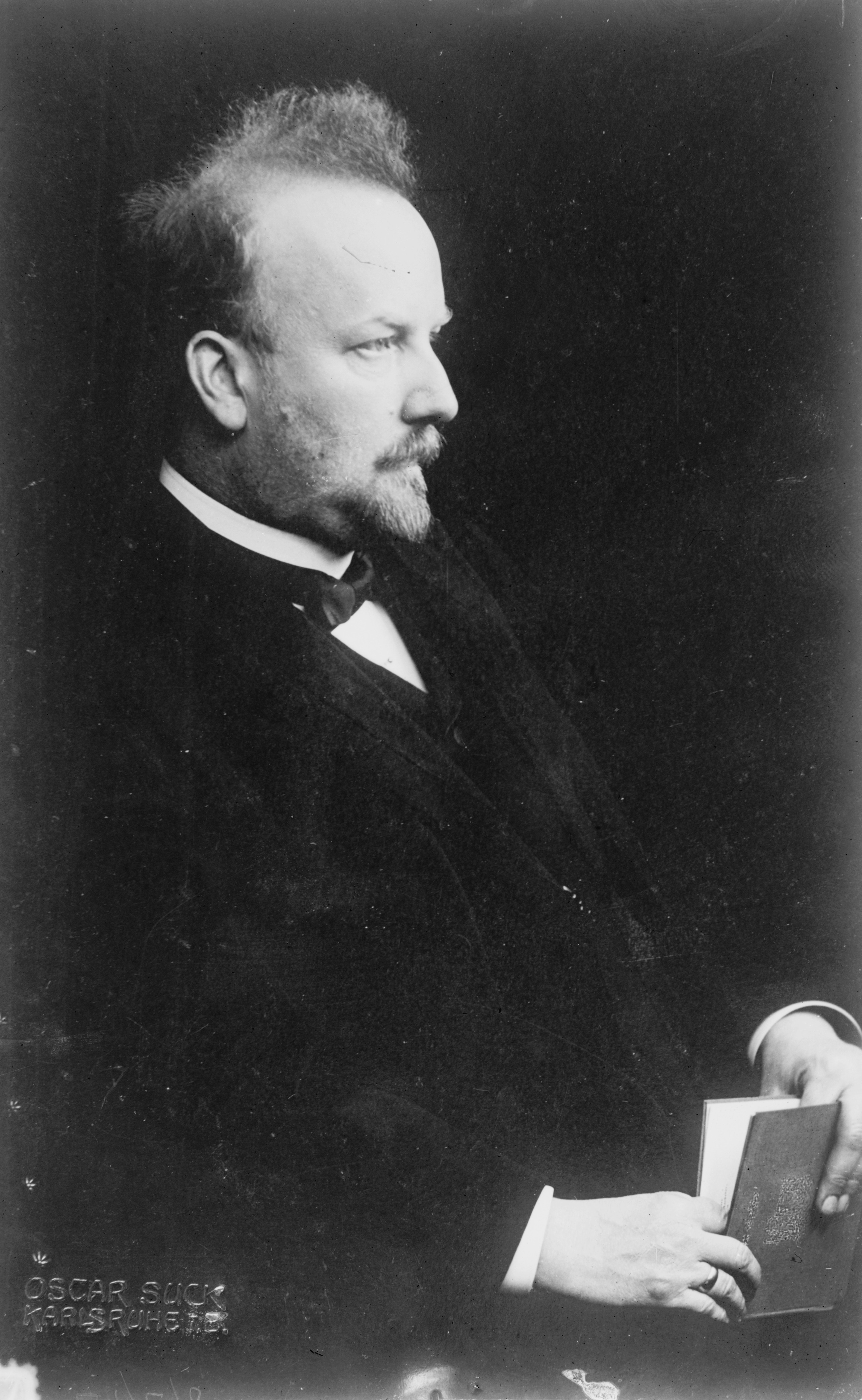
Arthur Drews

Christian Heinrich Arthur Drews (ur. 1 listopada 1865 w Uetersen (Holsztyn), zm. 19 lipca 1935 w Achern) – niemiecki filozof.

## Dzieła
- Das Ich als Grundproblem der Metaphysik. 1897
- Eduard von Hartmanns philosophisches System im Grundriss. 1902
- Die Religion als Selbstbewußtsein Gottes. Eine philosophische Untersuchung über das Wesen der Religion. Jena 1906
- Die Christusmythe. Jena 1909
- Die Christusmythe. Zweiter Teil. Die Zeugnisse für die Geschichtlichkeit Jesu. Eine Antwort an die Schriftgelehrten mit besonderer Berücksichtigung der theologischen Methode. Jena 1911
- Der Monismus dargestellt in Beiträgen seiner Stellvertreter. 2 Bde. Jena 1908
- Der Sternenhimmel in der Dichtung und Religion der alten Völker und des Christentums. Eine Einführung in die Astralmythologie. Jena 1923
- Freie Religion. Vorschläge zur Weiterführung des Reformationsgedankens. 3. Auflage Mannheim 1921

- Hat Jesus gelebt?. Lenz, Neustadt 1994, ISBN 3-9802799-6-0 (Repr. d. Ausg. Mainz 1924)
- Die Leugnung der Geschichtlichkeit Jesu in Vergangenheit und Gegenwart. Braun, Karlsruhe 1926 Online-Ressource
- Philosophischer Briefwechsel mit Eduard von Hartmann 1888-1906. Herausgegeben von Rudi Mutter und Eckhart Pilick. Mit einer Einführung von Eckhart Pilick. Guhl, Rohrbach 1995, ISBN 3-930760-10-X
- Plotin und der Untergang der antiken Weltanschauung. Scientia-Verlag, Aalen 1964 (Repr. d. Ausg. Jena 1907)